# 維亞利耶湖
59°3′N 30°13′E / 59.050°N 30.217°E

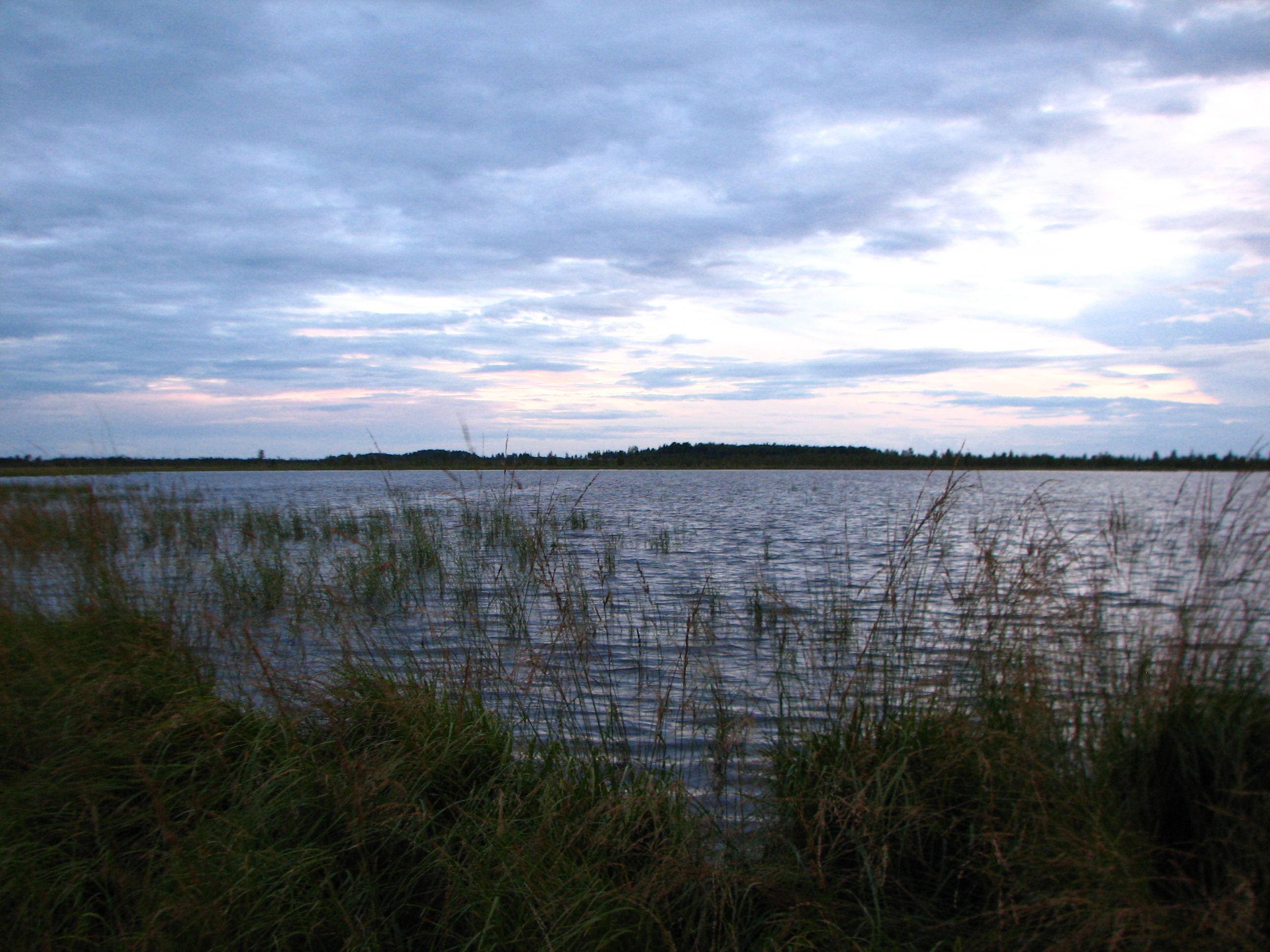

維亞利耶湖（俄语：Вялье），是俄羅斯的湖泊，位於該國西北部，由列寧格勒州負責管轄，長8.3公里、寬3.5公里，海拔高度70米，最大水深9米，該湖有白斑狗魚和梅花鱸棲息。